# 城願寺 (大洲市)
城願寺（じょうがんじ）は、愛媛県大洲市にあり、鎌倉時代末期に伊予宇都宮家の菩提寺として創建された臨済宗妙心寺派に属する禅寺である。山号は徳雲山。
本尊は、釈迦牟尼仏像・達磨大師像（禅宗開祖）・聖徳太子像・文殊菩薩像・阿修羅像。山号は徳雲山。

## 歴史
宇都宮氏は、もと藤原鎌足の血統を引く京都の公家 藤原氏北家の関白藤原道兼の末えいである。平安時代末期に、藤原宗円が下野国（現在の栃木県宇都宮市）に移り、宇都宮城の初代城主となり、その後宇都宮氏と称した。
宗円の孫 宇都宮朝綱は源頼朝に仕え功績を上げ、以後、子孫は鎌倉幕府の有力な御家人として重用された。
同じく宗円の孫 宇都宮信房も豊前国（現在の福岡県京都郡みやこ町）の地頭職を与えられ、豊前宇都宮氏の初代となり、城井谷城を築城した。
豊前宇都宮家5代目宇都宮頼房の次男 宇都宮豊房は永仁元年（1293年）に生まれた。従四位下宇都宮豊房は、鎌倉幕府の執権北条氏から1330年（元徳2年）伊予国の守護職に任ぜられ、翌年に大津（現在の大洲）へ入り、伊予宇都宮氏の祖となり、地蔵ヶ嶽城（現在の大洲城）を造営して初代城主になった。以後、宇都宮家は8代目宇都宮豊綱が滅亡するまでの約250年間、長く喜多郡や大洲を支配した。
初代宇都宮豊房公は地蔵ヶ嶽城築城の時、堅固な城が建造されることを祈願して、城の鬼門の方角（北東）にあたる五郎村（元 市川郷）に、「城を願う寺」として城願寺を1331年（元弘元年）に創建し、宇都宮家の菩提寺とした。
ちなみに大洲を流れる「肱川（比地川）」は、築城の折、人柱になった「おひじ」といううら若き娘の魂をなぐさめるために名づけられたと言い伝えられている。
豊房公は1369年（正平24年）8月18日、享年77才で没し、戒名は城願寺殿継將萬真大居士と号した。城願寺に葬られ、その墓である五輪塔の一部が現在も境内に祀られている。
その後火災に遭い、諸堂・仏具・宝物の一切を消失したが、約400年前に馬木弥左衛門（うまき やざえもん）という人が現れ、自分の全財産を一寄進し、城願寺の伽藍を見事に復興した。弥左衛門は寛永元年3月1日に死去したが、城願寺では徳雲院梅林道春禅定門と位牌に刻み、その徳を讃仰し供養している。五郎地区の馬木組の山林には弥左衛門の五輪塔があって、現在も近隣の人々により今も大切に祀られている。
寛文年間（1661年 - 1673年）に大禅寺の封山祖定禅師（ほうざんそじょうぜんじ）を勧請し、中興開山としてこの寺を再興し、以後臨済宗妙心寺派に属して今日に至る。
城願寺は過去に度重なる火災や水害に遭遇し、古い記録や什器はほとんど残っていないが、境内には樹齢350年（寛文年間）の老梅がたたずんでおり、この梅の木の西側には天明年間の火災の跡が残っている。
城願寺の大般若祈とう会（毎年1月20日開催）には、大般若経箱を各地区にまわし、人々がその経箱の下をくぐって除厄を祈る風習がある。1989年（平成元年）本堂・庫裡・山門を一新した。また境内には地蔵苑があり、夥しい数の地蔵群が祀られている。

## 所在地
- 愛媛県大洲市五郎甲2474番地
城願寺第17代住職：五葉 光鐵（ごよう こうてつ）